# Microhypsibius truncatus
Microhypsibius truncatus är en djurart som tillhör fylumet trögkrypare, och som beskrevs av Thulin 1928. Microhypsibius truncatus ingår i släktet Microhypsibius och familjen Microhypsibiidae. Inga underarter finns listade i Catalogue of Life.